# Rollschuhclub Cronenberg
El Rollschuhclub Cronenberg, més conegut com a RSC Cronenberg, és un club esportiu del districte de Cronenberg, a Wuppertal (Alemanya), dedicat a la pràctica de l'hoquei sobre patins, el patinatge artístic sobre rodes i l'hoquei sobre patins en línia, fundat el 7 d'agost de 1954.

## Palmarès
Secció d'hoquei sobre patins masculina
- 13 Lligues alemanyes (1980, 1982, 1984, 1996, 1998, 2001, 2002, 2003, 2005, 2007, 2010, 2011, 2012)
- 11 Copes alemanyes (1990, 1992, 1997, 1999, 2001, 2002, 2006, 2008, 2010, 2015, 2019)

Secció d'hoquei sobre patins femenina
- 8 Lligues alemanyes (1999, 2000, 2002, 2003, 2004, 2005, 2007, 2008)
- 7 Copes alemanyes (1996, 1997, 2000, 2003, 2005, 2007, 2008)